# Saint-Blaise (Neuchâtel)
Pour les articles homonymes, voir Saint-Blaise.
Saint-Blaise est une ancienne commune suisse et actuelle localité de Laténa, située dans le canton de Neuchâtel, dans la région Littoral. Elle est située entre le pied du Jura et le lac de Neuchâtel, à son extrémité est.

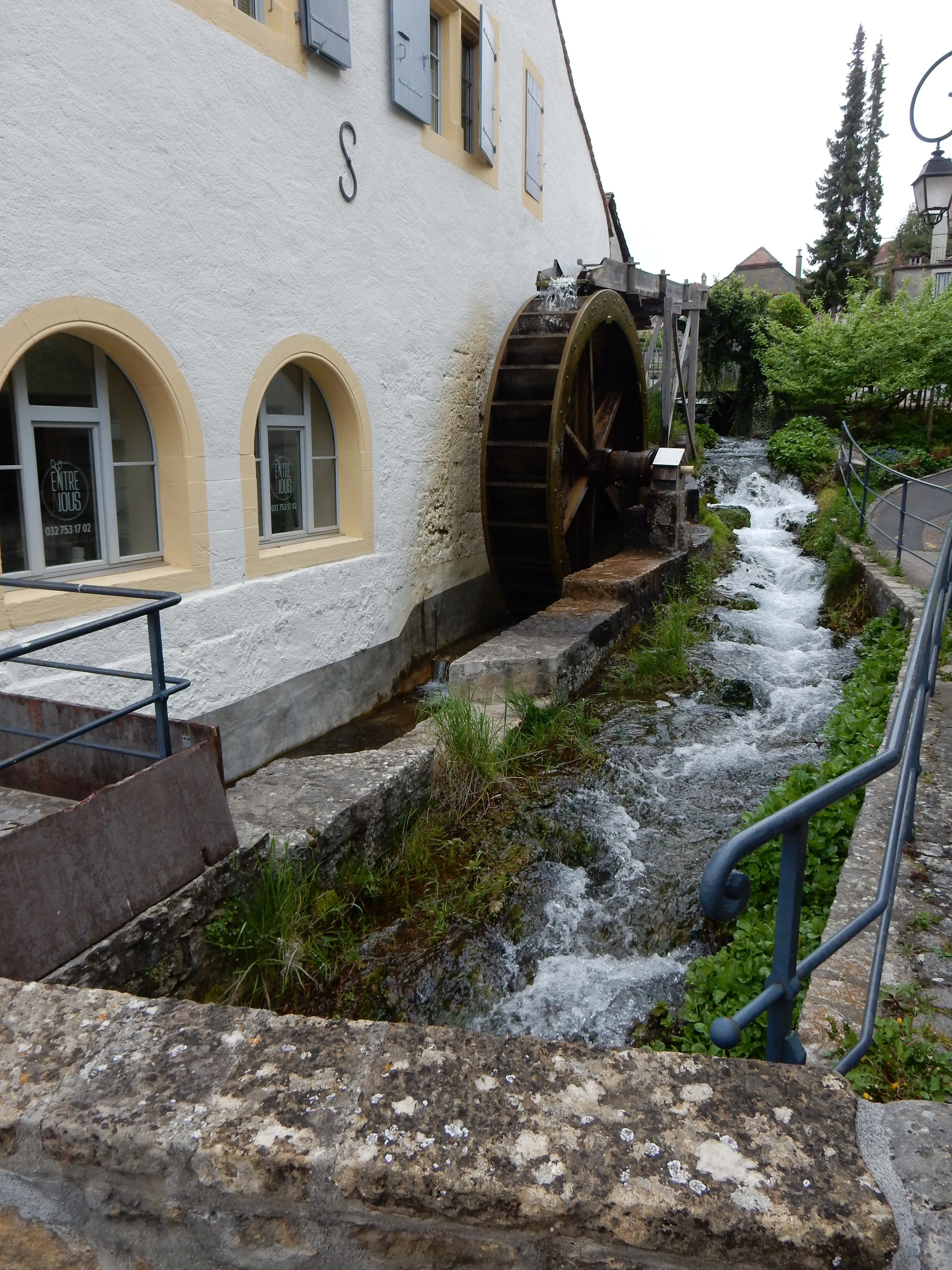
Ruau, un ruisseau

Aujourd'hui essentiellement résidentielle, la commune garde toutefois une vocation viti-vinicole, largement reconnue, et même agricole depuis la fusion avec les hameaux de Voëns et du Maley en 1888. Le vieux village présente un intérêt historique évident. En bonne partie piéton, le cœur de Saint-Blaise abrite des maisons des XVIe et XVIIe siècles aux portes et fenêtres sculptées ainsi qu'un moulin remis en état de marche en 1974 et entièrement rénové en 2003. Les moulins font partie intégrante de l'histoire du lieu, le développement des constructions s'étant fait au fil des siècles sur les bords du Ruau, un ruisseau se situant entièrement sur le territoire communal, de sa source à son exutoire dans le lac.

## Géographie
Selon l'Office fédéral de la statistique, Saint-Blaise mesure 8,87 km2. 20,8 % de cette superficie correspond à des surfaces d'habitat ou d'infrastructure, 26,0 % à des surfaces agricoles, 52,4 % à des surfaces boisées et 0,8 % à des surfaces improductives.
La commune est limitrophe des communes de Cressier, Cornaux, La Tène (composée des localités de Thielle-Wavre et Marin-Epagnier), Hauterive et Neuchâtel.

## Histoire
Le territoire de Saint-Blaise est habité depuis plus de 5000 ans. Des sites lacustres découverts sur la commune ont montré qu'entre l'âge de pierre et l'âge du bronze, soit plusieurs millénaires, une population sédentaire a vécu là. Les Romains, en construisant une voie de communication au nord du lac, la Vy d'Etra, ont laissé une trace encore visible de leur passage, en effet, en nous y promenant, nous remarquons des traces laissés par les chars. Jusqu'au XIIIe siècle, Saint-Blaise portait le nom de Arens ou Arinis qui signifierait « sablonneux ». La partie basse du village prit alors le nom du saint patron de l'église locale et devint Saint-Blaise, alors que le haut continua de s'appeler Arens. On trouve la première mention d'un moulin à Arens en 1192. La localité, séparée en deux quartiers, le haut et le bas avait comme trait d'union son ruisseau, alimentant les moulins, foules, battoirs et scieries construits sur son cours. Ces activités artisanales ont persisté au moins jusqu'au XIXe siècle puisqu'on comptait alors encore quatre moulins en activité. Une filature fut remplacée par une scierie de marbre à la fin du siècle. Au XVIIIe siècle, la production d'indiennes, en plein développement dans tout le canton, se développa à Saint-Blaise comme ailleurs, en même temps que des ateliers de dentelles. La production dura quelques dizaines d'années avant que les habitants ne retournent à leurs vignes et leurs jardins.
Comme la plupart des communes, Saint-Blaise ne bénéficiait pas d'un règlement règlant les dépenses et les revenus de la communauté. Au milieu du XVIe siècle, la commune connut des difficultés de gestion. Hugo Virechaulx, notaire et citoyen de Saint-Blaise établit le 6 mars 1552 des registres communaux afin de répertorier et réglementer les finances. En 1615, Jean Cordier, suivant l'exemple de M. Virechaulx, rédigea le premier règlement de la communauté.
Saint-Blaise a fait partie de la juridiction de la Châtelennie de Thielle jusqu'à sa suppression en 1848. Le village était le lieu de prestation de serments entre le prince régnant et son peuple. La Révolution française ayant secoué les esprits, on trouve trace en 1793 d'une interdiction de porter le bonnet rouge (symbole des révolutionnaires) et de planter des arbres de liberté. Le citoyen qui se rendrait coupable de ces faits serait privé de ses avantages et rayé des listes de citoyens.
L'éducation des enfants de Saint-Blaise a subi de nombreuses modifications au cours du temps. La religion y tient une grande place puisque la première école, de 1548 à 1660, fut une école de paroisse, réunissant les enfants de Saint-Blaise, Marin, Hauterive et La Coudre. La scission de la paroisse des quatre communes vit la création de l'école réservée aux enfants de Saint-Blaise et Marin qui dura seulement 19 ans, jusqu'au retrait de Marin en 1679. L'école occupa alors divers bâtiments, dont l'ancienne auberge appelée l'hôtel communal, jusqu'à l'inauguration en 1896 de l'actuel établissement.

Vue aérienne (1970).

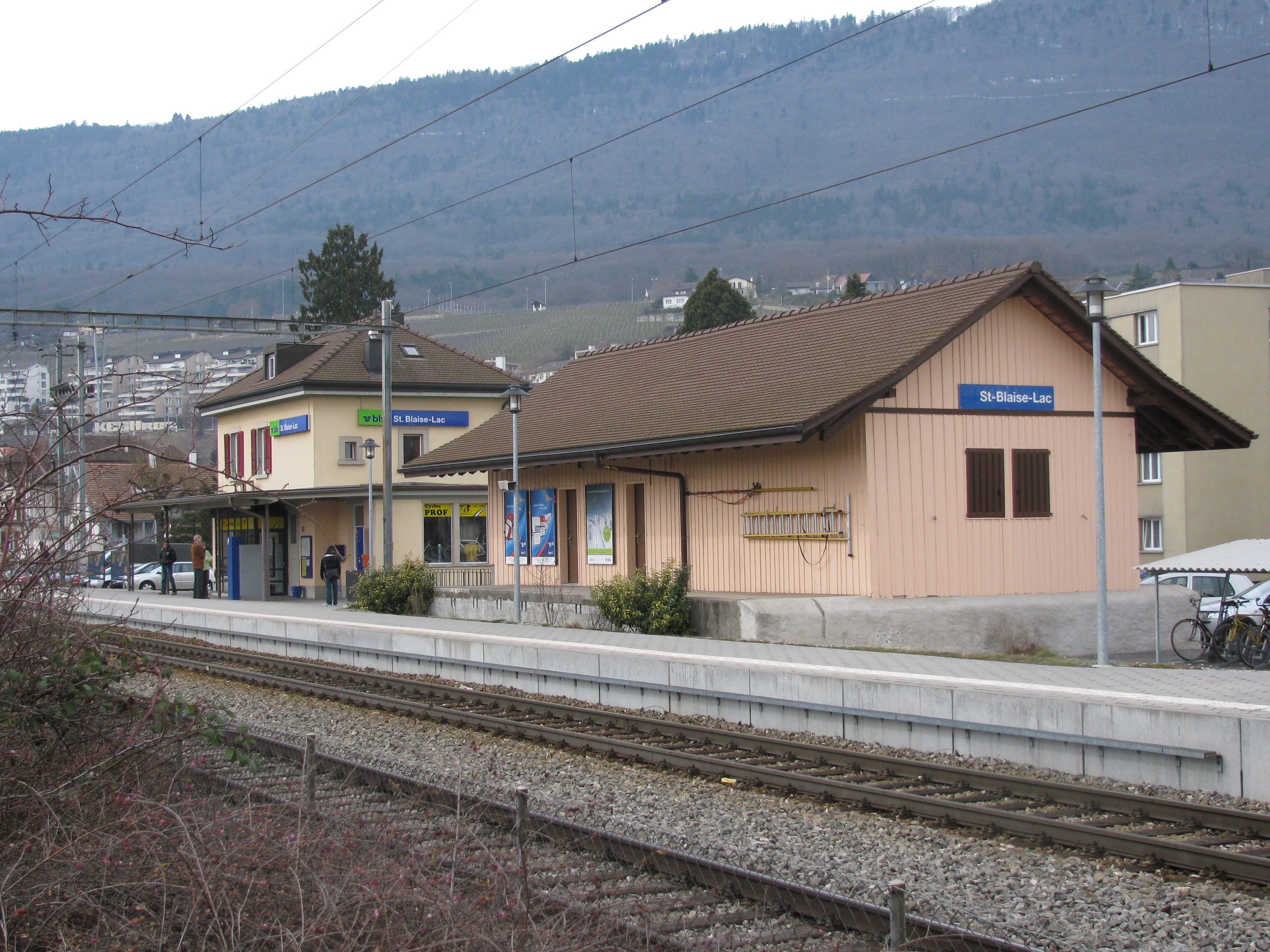
Gare (Lac) de St-Blaise.

Au cours des XIXe et XXe siècles, la physionomie de la commune va profondément changer. La première correction des eaux du Jura et la construction de la ligne ferroviaire Neuchâtel-Bienne contribueront au développement de la partie basse de la commune. Aujourd'hui encore, il est très facile de voir jusqu'où allait le lac ; en effet, certains bâtiments possèdent encore un anneau qui servait à l'amarrage des bateaux. Puis la seconde correction du niveau du lac amènera au village de nouveaux terrains gagnés sur le lac. Sur ces terrains auront lieu la construction de l'autoroute A5 qui permettra un réaménagement complet des rives ainsi que le passage de la ligne Neuchâtel-Berne, dotant ainsi le village de deux gares. Grâce au réaménagement des rives, un port de plaisance et des espaces de détente ont été créés. Aujourd'hui, ils sont très prisés par la population et les gens de passage dans la région. Enfin, le développement de Neuchâtel et de Marin, situés à l'ouest et à l'est de Saint-Blaise, ont amené la densification de l'habitat des communes riveraines et les vignobles au nord de la commune ont peu à peu été remplacés par des nouveaux quartiers résidentiels.
Le 26 novembre 2023, les habitants acceptent, à 67 %, de fusionner avec les communes d'Enges, Hauterive et La Tène afin de créer la nouvelle commune de Laténa. La fusion sera effective au 1er janvier 2025. 

## Industrie
Au début du XXe siècle, Saint-Blaise était connu pour son industrie automobile Martini. Les deux frères Adolf et Max von Martini, fils de Friedrich (d'origine hongroise, qui a créé à Frauenfeld une fabrique de boulons et de culasses de fusils) se lancent dans la fabrication automobile et s'installent à Saint-Blaise, leur personnel spécialisé étant essentiellement francophone. Leur entreprise se développe rapidement, au point de produire 100 voitures en 1903. La Martini 14 CV est devenue célèbre pour son ascension aux Rochers-de-Naye le 5 octobre 1903. En 1919, l'entreprise est la plus grande fabrique de Suisse, employant jusqu'à 450 personnes en 1919. Toutefois, en raison de la concurrence étrangère, Martini fait faillite en 1934,.

## Population et société

### Gentilé et surnoms
Les habitants de la localité se nomment les Saintblaisois ou Saint-Blaisois (quelquefois les Saint-Blaisiens).
Ils sont surnommés les « Loqueux » (lé Léquia en patois neuchâtelois), nom qui vient du Loclat, dont la légende veut qu'il n'ait pas de fond. On les surnomme aussi les « Calabrais » ou les « Peaux-Rouges ». 
Les habitants de Voëns sont surnommés les Voyous.

### Démographie

#### Évolution de la population
La commune compte 3 238 habitants au 31 décembre 2023 pour une densité de population de 365 hab/km2. Sur la période 2010-2023, sa population a augmenté de 3,1 % (canton : 3,6 % ; Suisse : 9,4 %).  

#### Pyramide des âges
En 2023, le taux de personnes de moins de 30 ans s'élève à 30,3 %, au-dessous de la valeur cantonale (32,9 %). Le taux de personnes de plus de 60 ans est quant à lui de 28,6 %, alors qu'il est de 26 % au niveau cantonal.
La même année, la commune compte 1 604 hommes pour 1 634 femmes, soit un taux de 49,5 % d'hommes, supérieur à celui du canton (49,1 %).
| Hommes | Classe d’âge | Femmes |
| ------ | ------------ | ------ |
| 0,9    | 90 ans ou +  | 1,8    |
| 9,8    | 75 à 89 ans  | 12,5   |
| 15,4   | 60 à 74 ans  | 16,8   |
| 22,3   | 45 à 59 ans  | 23,3   |
| 18,2   | 30 à 44 ans  | 18,4   |
| 16,5   | 15 à 29 ans  | 15,1   |
| 16,9   | - de 14 ans  | 12,1   |

| Hommes | Classe d’âge | Femmes |
| ------ | ------------ | ------ |
| 0,7    | 90 ans ou +  | 1,8    |
| 7,9    | 75 à 89 ans  | 10,4   |
| 15,2   | 60 à 74 ans  | 16,0   |
| 21,3   | 45 à 59 ans  | 21,1   |
| 20,5   | 30 à 44 ans  | 19,6   |
| 18,9   | 15 à 29 ans  | 16,9   |
| 15,6   | - de 14 ans  | 14,3   |

## Monuments
- Histoire d'eau et de pierres

Au cœur du village, blotties autour du Temple, les maisons ont revêtu leur robe jaune de pierre d'Hauterive. C'est en empruntant un pittoresque chemin au bruit du Ruau, le petit ruisseau qui traverse le village de haut en bas, et de sa roue que vous découvrirez ce bel endroit !
- Le Temple

Vue aérienne (1950).

Il est bâti sur une ancienne chapelle de l'époque carolingienne. Il a été reconstruit au XVe siècle. De style gothique, avec ses lignes pures et ses vitraux d'Edmond Bille, il est un des plus beaux sanctuaires du Pays de Neuchâtel. Au cœur de la localité, l'église a un clocher-porche accessible par un portail orné de feuilles épineuses sculptées dans la pierre (1516).
- La Roue du Moulin

Si pendant plusieurs siècles, on pouvait trouver plusieurs moulins le long du cours d'eau traversant le village de Saint-Blaise, aucun d'entre eux n'est encore en activité aujourd'hui. Cependant, en souvenir de cette époque, une nouvelle roue fut réinstallée en 1979 au cœur du village, éveillant la curiosité. Ce bâtiment a fait l'objet d'une restauration complète en 2003.
- L'Hôtel communal

Cette maison fut, à l'origine, une propriété privée. Construite en 1694 par Béat Fischer de Berne, fondateur des postes bernoises, elle est une réplique, en plus petit, du château de Reichenbach situé près de Berne. Elle fut, avant d'appartenir à la commune, une belle maison de campagne, ainsi qu'un pensionnat de jeunes gens. Ce bâtiment a fait l'objet d'une restauration complète en 1998.
- Maison de la Dîme

Cette dernière fut construite en 1581. Il s'agit d'une maison de la Renaissance avec des caves, elle a connu une importante restauration en 1988-1989.
- La Maison Neuve

Cet édifice construit en 1660 est flanqué d'une tour escalier carrée et d'une pittoresque galerie couverte. À l'intérieur, une magnifique chambre boisée avec un plafond à caissons et un buffet-crédence sculptés. La cuisine contient un grand four à pain circulaire et une belle aiguière. 
- Le Chemin du Diable

Ce chemin est en fait une ancienne voie romaine empierrée où les roues des chars ont tracé de profondes ornières encore visibles aujourd'hui. Cette voie était un embranchement de la Vy d'Etra pour rejoindre Aventicum.
- L'Hôtel du Cheval-Blanc

Cet hôtel est classé monument historique par la Confédération suisse. Cette bâtisse datant du XIIIe siècle a été construite par Nicolas Von Grafenried, un bourgeois de la ville de Berne voulant posséder une résidence secondaire. Sur la façade côté sud se trouve un anneau qui servait à amarrer les bateaux lorsque le Lac arrivait jusqu'à cet endroit. Aujourd'hui ce bâtiment est un hôtel de 12 chambres.